# Драдедам
Драдеда́м (от фр. drap de dames — «драп для дам») — один из лёгких видов сукна, шерстяная ткань простого полотняного переплетения со слабо выраженным ворсом. Имела распространение в XIX веке, обычно окрашивалась в светлые тона с орнаментом в полоску. Использовалась для изготовления платков, шалей, накидок.

## В культуре
Драдедам был одним из самых дешёвых суконных материалов в России XIX века. Драдедамовый платок в русской литературе часто упоминается как знак бедности. Зелёный драдедамовый платок фигурирует в «Преступлении и наказании». Этот платок, который носит Соня Мармеладова, подчёркивает жертвенные мотивы девушки. Этим же «общим», «фамильным» платком укрываются дети, а Катерина Ивановна в нём выбегает на улицу после скандала, устроенного Лужиным, который обвинил Соню в воровстве. Символичен и цвет платка. Е. Ю. Бережных пишет следующее: «Из народной символики зелёный перешел в христианскую как символ надежды и жизни, отсюда крест Христов как символ надежды и спасения часто представляется зелёным».
У А. Ф. Писемского в романе «Тысяча душ» в описании обеда у князя есть такие слова: «…два бедных дворянина с загорелыми лицами и с жёнами в драдедамовых платках».
У М. Е. Салтыкова-Щедрина в романе «Пошехонская старина»: «Входит тоненькая, обшарпанная старуха, рябая, с попорченным оспою глазом. Одета бедно; на голове повойник, на плечах старый порыжелый драдедамовый платок».